# Верхня Марна
Верхня Марна (фр. Haute-Marne) — департамент на північному сході Франції, один з департаментів регіону Гранд-Ест. Порядковий номер 52. Адміністративний центр — Шомон. Населення 194,9 тис. чоловік (87-е місце серед департаментів, дані 1999 р.).

## Географія
Площа території 6 211 км². Через департамент протікає річка Марна.
Департамент включає 3 округи, 32 кантони і 432 комуни.

## Історія
Верхня Марна — один з перших 83 департаментів, утворених під час Великої французької революції в березні 1790 р. Виник на території колишньої провінції Шампань. Назва походить від річки Марна.